# Roudnice nad Labem
Roudnice nad Labem é uma cidade checa localizada na região de Ústí nad Labem, distrito de Litoměřice.